# Óscar Hernández
Óscar Hernández Pérez (* 10. dubna 1978 v Barceloně, Španělsko) je španělský profesionální tenista.
Během své kariéry vyhrál 1 turnaj ATP ve čtyřhře.

## Finálové účasti na turnajích ATP (2)

### Čtyřhra - výhry (1)
| Legenda                                                       |
| ATP International Series Gold / ATP World Tour 500 Series (0) |
| ATP International Series / ATP World Tour 250 Series (1)      |

| Č. | Datum        | Turnaj              | Povrch | Partner         | Soupeři ve finále                     | Výsledek       |
| 1. | 4. únor 2007 | Viña del Mar, Chile | antuka | Paul Capdeville | Albert Montañés Rubén Ramírez Hidalgo | 4-6, 6-4, 10-6 |

### Čtyřhra - prohry (1)
| Legenda                                                  |
| ATP International Series / ATP World Tour 250 Series (1) |

| Č. | Datum         | Turnaj             | Povrch | Partner      | Vítězové                      | Výsledek  |
| 1. | 19. září 2004 | Bukurešť, Rumunsko | antuka | José Acasuso | Lucas Arnold Ker Mariano Hood | 7-65, 6-1 |

## Postavení na žebříčku ATP na konci sezóny

### Dvouhra
| Rok    | 1999 | 2000   | 2001   | 2002   | 2003  | 2004  | 2005   | 2006   | 2007  | 2008  |
| Pořadí | 635. | ▲ 291. | ▲ 265. | ▲ 208. | ▲ 91. | ▲ 84. | ▼ 115. | ▼ 142. | ▲ 58. | ▼ 68. |

### Čtyřhra
| Rok    | 1998  | 1999   | 2000   | 2001   | 2002   | 2003   | 2004  | 2005   | 2006   | 2007   | 2008   |
| Pořadí | 1073. | ▲ 606. | ▲ 309. | ▲ 190. | ▼ 269. | ▲ 136. | ▲ 92. | ▼ 293. | ▼ 367. | ▲ 114. | ▼ 138. |